# 李德强
李德强（1947年—），男，汉族，中华人民共和国政治人物，中国国民党革命委员会中央委员会常委、山东省委员会主委，第十一届全国政协委员。李仙洲之子。

## 生平
2008年，当选第十一届全国政协常务委员，代表中国国民党革命委员会，分入第四组。